# Sisyrinchium pendulum
Sisyrinchium pendulum är en irisväxtart som beskrevs av Pierfelice Ravenna. Sisyrinchium pendulum ingår i släktet gräsliljor, och familjen irisväxter. Inga underarter finns listade i Catalogue of Life.